# Hepie & Hepie
Hepie en Hepie was een Nederlands zangduo bestaande uit de nichtjes Hepie Hiemstra en Haebeltje (Hepie) Postma, dat in de jaren 80 tweemaal een hit scoorde met het lied Ik lig op m'n kussen stil te dromen.
Hepie Postma werd op 16-jarige leeftijd zangeres van het trio De Wiko's, dat in 1978 een hit scoorde met Ik zal geen traan meer om je laten. Eind jaren 70 richtten de nichtjes  Hepie en Hepie op. Al snel scoorde het duo een grote hit met Ik lig op m'n kussen stil te dromen, een cover van Hank Locklins Send me the pillow that you dream on. In 1981 scoorde het duo nog een paar kleine hitjes. In 1983 ging het duo uit elkaar nadat Hepie Hiemstra een eigen carrière wilde beginnen.
In 1989 namen Hepie en Hepie enkele nieuwe nummers op. Ook werd van Ik lig op m'n kussen stil te dromen een house-remixversie uitgebracht, die in Nederland de top 10 haalde. Deze houseversie was de eerste Nederlandstalige househit. Na dit succes ging het duo opnieuw uit elkaar om elk een solocarrière te beginnen.
In 2007 maakte het duo bekend opnieuw een comeback te willen maken. De single Ons dorp (een Nederlandstalige cover van Tom Jones' Green Green Grass of Home) haalde de 34e positie in de Single Top 100, maar scoorde niet in de Top 40.  
Op 17 augustus 2011 werd via een persbericht van Radio.nl duidelijk dat Hepie en Hepie weer gingen stoppen: 'We willen nog één keer stralen bij RADIONL & TV Oranje. Omdat daar onze fans en de liefhebbers van het Nederlandstalige lied zitten, hebben we ervoor gekozen om tijdens de Zomertoer in Twello afscheid te nemen van onze fans', aldus Hepie en Hepie. Dit vond plaats op zaterdag 3 september 2011 in Twello.
In augustus 2011 kwamen Hepie en Hepie voor de laatste keer in de studio bij elkaar om hun nieuwe single ‘Ik Geloof in Jou en Mij’ op te nemen. Medio oktober 2011 verscheen het album ‘Het mooiste van Hepie en Hepie’.

## Discografie

### Albums
| Album met eventuele hitnotering(en) in de Nederlandse Album Top 100 | Datum van verschijnen | Datum van binnenkomst | Hoogste positie | Aantal weken | Opmerkingen   |
| ------------------------------------------------------------------- | --------------------- | --------------------- | --------------- | ------------ | ------------- |
| Ik lig op m'n kussen stil te dromen                                 | 1980                  | -                     |                 |              |               |
| De allergrootste successen van Hepie en Hepie                       | 1989                  | -                     |                 |              | Verzamelalbum |
| Hepie & Hepie                                                       | 2007                  | -                     |                 |              |               |

| Single met eventuele hitnotering(en) in de Nederlandse Top 40 | Datum van verschijnen | Datum van binnenkomst | Hoogste positie | Aantal weken | Opmerkingen                                           |
| ------------------------------------------------------------- | --------------------- | --------------------- | --------------- | ------------ | ----------------------------------------------------- |
| Ik lig op m'n kussen stil te dromen                           | 1980                  | 22-11-1980            | 13              | 8            | #9 in de Nationale Hitparade / #14 in de TROS Top 50  |
| Jongen, ik maak me zorgen                                     | 1981                  | 24-01-1981            | tip17           | -            | #34 in de Nationale Hitparade                         |
| De winter was lang                                            | 1981                  | 21-03-1981            | tip12           | -            | #28 in de Nationale Hitparade                         |
| Ik heb alleen nog maar die foto                               | 1981                  | 19-12-1981            | 32              | 3            | #14 in de Nationale Hitparade / #39 in de TROS Top 50 |
| Ik lig op m'n kussen stil te dromen ('89 Remix)               | 1989                  | 29-07-1989            | 9               | 8            | #8 in de Nationale Hitparade Top 100                  |
| Ik hou van jou                                                | 1989                  | 23-09-1989            | tip20           | -            | #67 in de Nationale Hitparade Top 100                 |
| Ons dorp                                                      | 2007                  | -                     |                 |              | #34 in de Single Top 100                              |
| Ik geloof in jou en mij                                       | 2011                  | -                     |                 |              | #39 in de Single Top 100                              |